# Kuurne-Bruxelles-Kuurne 2001
La Kuurne-Bruxelles-Kuurne 2001, cinquantacinquesima edizione della corsa, si svolse il 4 marzo su un percorso di 188 km, con partenza e arrivo a Kuurne. Fu vinta dal belga Peter Van Petegem della squadra Mercury davanti ai connazionali Hans De Clercq e Jo Planckaert.

## Ordine d'arrivo (Top 10)
| Pos. | Corridore         | Squadra                   | Tempo    |
| ---- | ----------------- | ------------------------- | -------- |
| 1    | Peter Van Petegem | Mercury                   | 4h20'00" |
| 2    | Hans De Clercq    | Lotto-Adecco              | s.t.     |
| 3    | Jo Planckaert     | Cofidis                   | s.t.     |
| 4    | Marc Wauters      | Rabobank                  | s.t.     |
| 5    | Chris Peers       | Cofidis                   | a 4"     |
| 6    | Serge Baguet      | Lotto-Adecco              | a 42"    |
| 7    | Tom Steels        | Mapei-Quick Step          | a 49"    |
| 8    | Jaan Kirsipuu     | Ag2r Prévoyance-Décathlon | s.t.     |
| 9    | Sergej Ivanov     | Fassa Bortolo             | s.t.     |
| 10   | Frank Høj         | Team Coast                | s.t.     |